# Don Nichols
Donald „Don“ Robert Nichols (* 23. November 1924 in Eldon, Missouri; † 21. August 2017 in Marina, Kalifornien) war ein US-amerikanischer Unternehmer und Gründer von Shadow Racing Cars.

## Leben

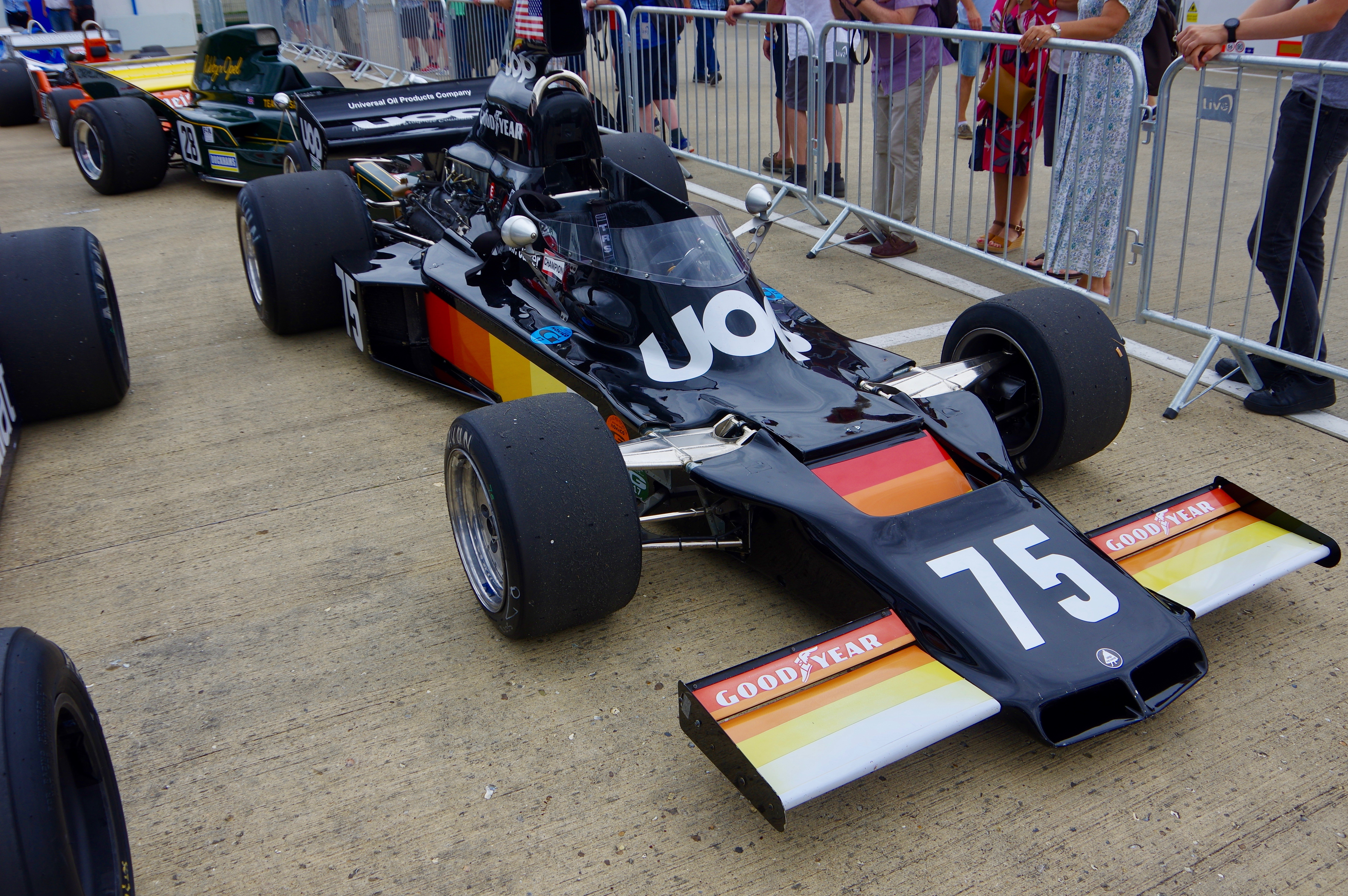
Shadow DN5 seines Teams aus der Formel-1-Saison 1975

Don Nichols wurde 1924 in Eldon, Missouri im Mittleren Westen der USA als Sohn des Luftfahrtingenieurs Guy Robert Nichols geboren. Da sein Vater berufsbedingt viele Reisen unternehmen musste und seine Mutter früh verstarb, wuchs Nichols auf der Farm seines Großvaters in Pleasant Hills auf. Nichols meldete sich freiwillig zum Dienst in der United States Army und kämpfte im Zweiten Weltkrieg als Fallschirmjäger der 101st Airborne Division in Westeuropa, wo er unter anderem mit der Bronze Star Medal ausgezeichnet wurde. Seit den frühen 1950er-Jahren war Nichols in Japan stationiert. Die oft reproduzierte Legende einer Tätigkeit seiner Person als Geheimdienstoffizier im Koreakrieg fußt aber wohl auf einer Verwechslung mit einem gleichnamigen Major der United States Air Force, der tatsächlich diese Rolle innehatte und zur gleichen Zeit im gleichen Gebiet agierte. Don Nichols hüllte sich bezüglich seines Militärdienstes zeitlebens in Schweigen und trug damit zur „mysteriösen Aura“ seiner Person und seines Rennteams bei.
Als sich abzeichnete, dass sich das Engagement der Vereinigten Staaten im Vietnamkrieg auf den großflächigen Einsatz von Bodentruppen ausweiten würde, trat Nichols 1965 in Japan aus dem US-Militär aus. Er blieb zunächst im Land und betätigte sich als Unternehmer erfolgreich in verschiedenen Bereichen der aufstrebenden japanischen Automobilindustrie; so handelte er unter anderem mit Reifen von Firestone und Goodyear. Dabei halfen ihm seine japanischen Sprachkenntnisse. Er förderte den Bau des Fuji Speedway, der ersten öffentlich zugänglichen Rennstrecke im Japan der Nachkriegszeit, und startete selbst bei einigen Rennen, darunter dem Großen Preis von Japan 1967, der zu dieser Zeit als lokale Veranstaltung mit Sportwagen ausgetragen wurde und kein Teil einer Meisterschaft war.
1968 zog Nichols zurück in die USA und gründete in Santa Ana im Bundesstaat Kalifornien die Firma Advanced Vehicle Systems. Sein Ziel war es, im Canadian-American Challenge Cup (Can-Am), einer Rennserie für Sportwagen mit sehr lockerem technischen Regelwerk, durch eine unkonventionelle Lösung Erfolge zu erzielen. Er rekrutierte dazu den jungen Ingenieur Trevor Lee Harris, dessen Idee von einem Rennwagen mit extrem flacher Karosserie, der auf der Geraden durch den geringen Luftwiderstand einen deutlichen Geschwindigkeitsvorteil erlangen könne, seinen Ambitionen entsprach. Damit verbunden war auch der Entschluss, öffentlich unter dem Namen Shadow aufzutreten, da Nichols und Harris sich in einem Gespräch darauf einigten, dass ein zweidimensionaler Schatten auf dem Boden die physisch niedrigste Sache sei, die es auf der Welt gäbe. Entsprechend traten die Shadow-Fahrzeuge und Teammitglieder auch lange Zeit in einem tiefen Schwarz auf, was sich zum Markenzeichen des Teams entwickelte.
Nachdem das revolutionäre, aber technisch unzuverlässige Konzept des Shadow Mk.I aufgrund der Dominanz der Markenhersteller in der Can-Am gescheitert war und auch mit konventionelleren Ansätzen in den Folgejahren keine Fortschritte erkennbar waren, entschied sich Nichols, den Schwerpunkt seiner Tätigkeiten ab der Saison 1973 in die europäisch geprägte Formel 1 zu verlagern. Er baute dazu in Northampton im Vereinigten Königreich eine neue Produktionsstätte für seine Rennwagen auf. Shadow Racing Cars nahm bis 1980 an insgesamt 112 Grands Prix teil und baute zeitweise sehr konkurrenzfähige Fahrzeuge wie den Shadow DN5 oder Shadow DN8, die teilweise auch Kundenteams wie Embassy Hill zur Verfügung standen. Zudem starteten Shadow-Wagen um 1975 bei Formel-5000-Rennen in Nordamerika. Bereits 1974 gelang mit dem neu entwickelten Shadow DN4 nach dem Austritt vieler Werksteams doch noch der Gewinn der Can-Am-Meisterschaft. Nachdem im Januar 1978 große Teile des Schlüsselpersonals Shadow verlassen und mit Arrows ein eigenes Team gegründet hatten, fiel Nichols’ Rennstall sportlich ins Bodenlose. Es gelang ihm immer seltener, Sponsoren für seine inzwischen nicht mehr konkurrenzfähigen Fahrzeuge anzuwerben, weswegen er sein Projekt im Frühjahr 1980 schließlich aufgab und große Teile des Inventars von Shadow Racing Cars an den niederländischen Unternehmer Teddy Yip verkaufte, der es in sein eigenes Team Theodore Racing überführte.
Nach dem Ende seiner Zeit als Teambesitzer zog sich Nichols in seiner Wahlheimat Kalifornien ins Privatleben zurück, war aber auch Gast bei Rennen mit historischen Fahrzeugen und galt zeitlebens als spendabler und zielstrebiger Motorsportfunktionär. Im Januar 1996 war er ein letztes Mal in den Schlagzeilen, als er verkündete, als Teambesitzer zurückkehren und mit einem neuen Shadow-Fahrzeug das 24-Stunden-Rennen von Le Mans gewinnen zu wollen. Als Fahrer wurde Jean-Pierre Jarier genannt, der bereits in den 1970er-Jahren für Shadow in der Formel 1 gestartet war. Keiner der Pläne wurde letztendlich realisiert – weder gab es weitere Ankündigungen, noch gelangten Informationen zu Fahrzzeugkonzepten oder weiteren Fahrern an die Öffentlichkeit.
Don Nichols starb am 21. August 2017 in Marina im Alter von 92 Jahren und wurde auf dem California Central Coast Veterans Cemetery in Seaside im kalifornischen Monterey County bestattet.